# To the People of Texas & All Americans in the World

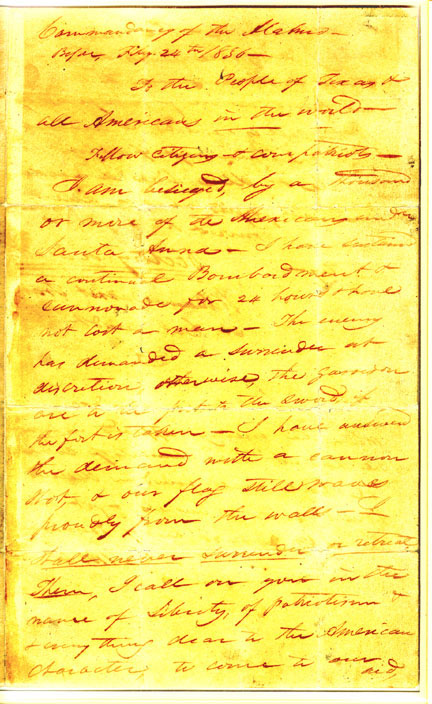
A primeira página da carta

To the People of Texas & All Americans in the World é uma carta aberta escrita em 24 de fevereiro de 1836, por William Barret Travis, comandante da forças texanas na batalha do Álamo, aos colonos no Texas Mexicano. De acordo Michael Green, ex-arquivista da Divisão de Arquivos da Biblioteca do Estado do Texas, a carta é "o documento mais famoso da história do Texas".